# Portal San Ángel
Portal San Ángel es un centro comercial localizado en Avenida Revolución en Colonia Los Alpes en el área de San Ángel en el sur de la Ciudad de México. Abrió en 2017 y tiene 59,094 m² de área arrendable, 84 locales comerciales y 1935 cajones de estacionamiento. Las tiendas ancla incluyen Adidas, Sears, Sam's Club, Wal-Mart, H&M, Cinépolis, Red Lobster, y P.F. Chang's.